# Touroulia guianensis
Touroulia guianensis là một loài thực vật có hoa trong họ Ochnaceae. Loài này được Aubl. miêu tả khoa học đầu tiên năm 1775.